# Triumph TR4
Triumph TR4 är en sportbil, tillverkad av den brittiska biltillverkaren Triumph mellan augusti 1961 och augusti 1967.

## TR4
TR4:an var en vidareutveckling av föregångaren TR3. Den hade fått en helt ny kaross, ritad av Giovanni Michelotti. Mekaniken var dock densamma som på de äldre TR-modellerna.
Produktionen uppgick till 40 253 exemplar.

## TR4A
I januari 1965 genomfördes den första stora förändringen på TR-chassit. TR4A fick individuell bakhjulupphängning. På USA-marknaden fortsatte man dock att erbjuda den gamla stela axeln som alternativ.
Produktionen uppgick till 28 468 exemplar.